# Jelšava
Jelšava er en by og kommune i distriktet Revúca i regionen Banská Bystrica i det sydlige Slovakiet. Den ligger kun 310 kilometer fra den slovakiske hovedstad Bratislava. Byen har et areal på 46,8 km² og en befolkning på 3.209(2021) indbyggere.

## Eksterne links
- Officiel hjemmeside

- Wikimedia Commons har flere filer relateret til Jelšava